# Czarnogórskie odznaczenia

## Jako Republika Czarnogóry (od 2005)
| Baretka     | Nazwa polska (nazwa czarnogórska)                                              |
| ----------- | ------------------------------------------------------------------------------ |
|             | Order Czarnogóry (Orden Crne Gore)                                             |
|             | Order Czarnogórskiej Wielkiej Gwiazdy (Orden Crnogorske velike zvijezde)       |
| bez wstążki | Order Czarnogórskiej Niepodległości (Orden Crnogorske nezavisnosti)            |
|             | Order Czarnogórskiej Flagi I klasy (Orden Crnogorske zastave prvog stepena)    |
|             | Order Czarnogórskiej Flagi II klasy (Orden Crnogorske zastave drugog stepena)  |
|             | Order Czarnogórskiej Flagi III klasy (Orden Crnogorske zastave trećeg stepena) |
| bez wstążki | Order za Odwagę (Orden za hrabrost)                                            |
|             | Order Pracy (Orden rada)                                                       |
|             | Medal za Odwagę (Medalja za hrabrost)                                          |
|             | Medal za Humanitarność (Medalja čovjekoljublja)                                |
|             | Medal Zasługi (Medalja za zasluge)                                             |

## JakoKsięstwo Czarnogóry/Królestwo Czarnogóry(1852/1910–1918)
| Baretka    | Nazwa polska (nazwa serbska, nazwa czarnogórska) |
| ---------- | --- |
|            | Order Świętego Piotra (Орден Светог Петра, Orden Svetog Petra) / Order Domowy Czarnogórski (Породични Орден, Crnogorski Orden)                                     |
|            | Order Daniły I – Krzyż Wielki (Орден књаза Данила I – први степен) – od 1861                                                                                       |
|            | Order Daniły I – Wielki Oficer (Орден књаза Данила I – други степен) – od 1873                                                                                     |
|            | Order Daniły I – Komandor (Орден књаза Данила I – трећи степен) – od 1861                                                                                          |
|            | Order Daniły I – Oficer (Орден књаза Данила I – четврти степен) – 1893                                                                                             |
|            | Order Daniły I – Kawaler (Орден књаза Данила I – пети степен) – od 1861                                                                                            |
|            | Order Daniły I (Орден књаза Данила I, Orden Danila I) / Order Niepodległości Czarnogórskiej (Орден независност Црне Горе, Orden Nezavisnosti Crnogorske) – od 1853 |
|            | Order Petrowiciów-Niegoszów (Орден Петровић Његош, Orden Petrović-Njegoši)                                                                                         |
|            | Order Czerwonego Krzyża (Орден Црвеног крста, Orden Crvenog Krsta)                                                                                                 |
|            | Order Wolności Czarnogóry (Oрдeн cлoбoде Цpнe Гope, Orden slobode Crne Gore)                                                                                       |
| w przygot. | Medal Odwagi Wojennej (Медаља за храброст, Medalia za Hrabost) – ust. 1841                                                                                         |
| w przygot. | Medal Miłosza Oblilicia (Медаља Милоша Обилића, Medalia Miloš Obilić) – ust. 1847                                                                                  |
| w przygot. | Medal Mikołaja I za Gorliwość (Медаља за ревност, Medalia Nikole I za Vrline) – ust. 1895                                                                          |
| w przygot. | Medal za Dzielność (Медаља за храброст, Medalia za Hrabost) – ust. 1862                                                                                            |
| w przygot. | Medal Pamiątkowy Wojny 1875–1878 (Медаља за рат 1875–1878, Spomenica Medalia za Rat 1875–1878)                                                                     |
| w przygot. | Medal Pamiątkowy Wojny 1862 (Медаља за Црногорско-турски рат 1862, Spomenica Medalia za Rat 1862)                                                                  |
| w przygot. | Medal Pamiątkowy Bitwy pod Grahovacem 1858 (Граховачка медаља, Spomenica Medalia za Bitke na Grahovcu)                                                             |